# 家譜圖書館

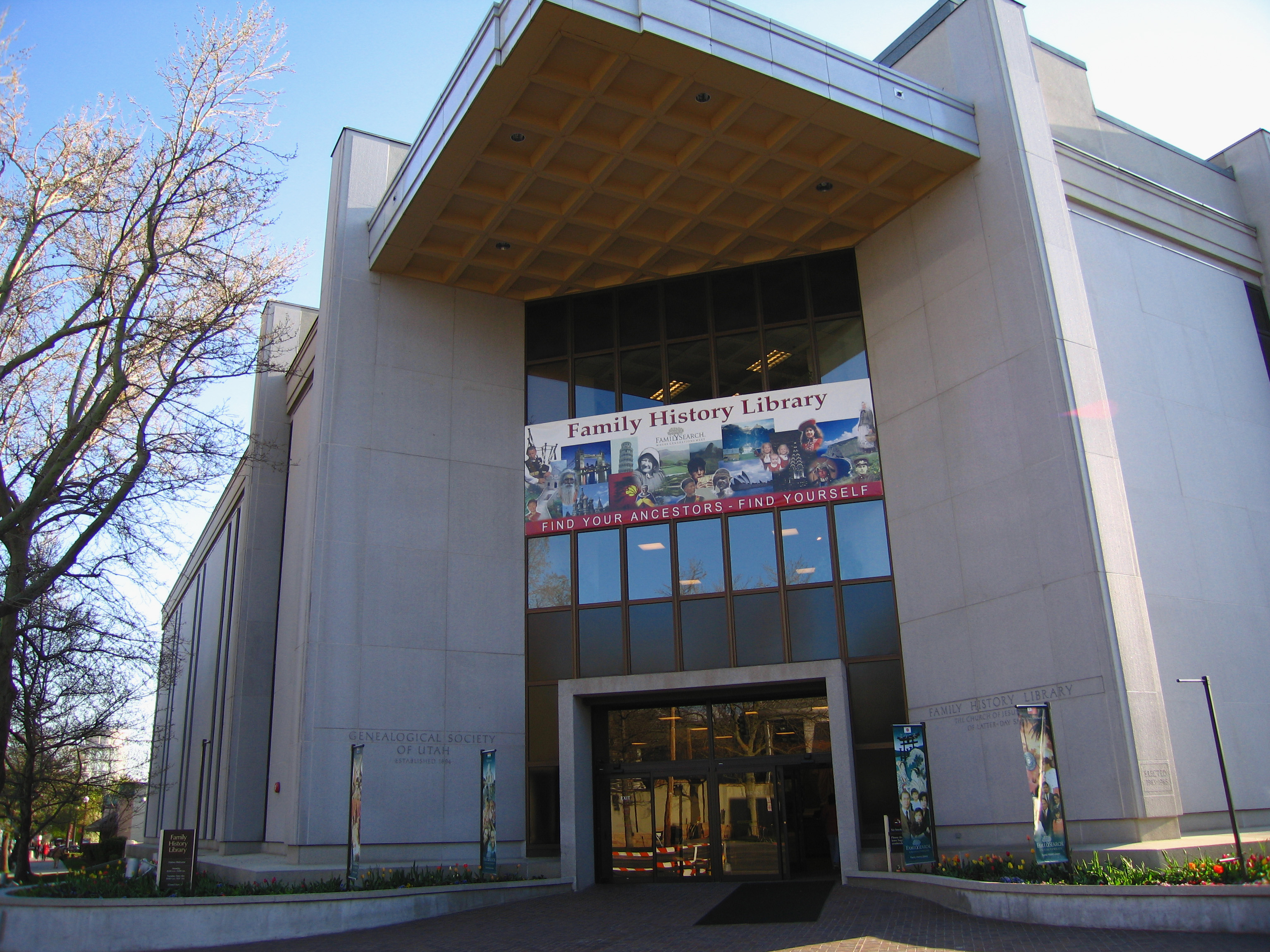
家譜圖書館

家譜圖書館（英語：Family History Library）位於美國猶他州鹽湖城，成立於1894年，為美國耶穌基督後期圣徒教會下屬一文化机构，是世界上最大的最完整的家谱资料检索中心。
耶穌基督後期聖徒教會教義重視家庭組織，宣揚永恒婚姻，為廣大教徒尋根問祖安撫亡靈的需要，遂於1894年成立家譜圖書館。至今已收藏27.4万冊圖書、200多万卷縮微复制件，涉及3億多姓氏，包括中國家譜17099种。

## 外部連結
- （英文）官方網站（页面存档备份，存于）
- 家谱图书馆_盐湖城_美国_环球旅行_环球网